# Kara Koyunlu
Kara Koyunlu eller Qara Qoyunlu (Sorte Får) var et shiitisk klan-baseret dynasti som havde herredømmet over det nuværende Østtyrkiet, Aserbajdsjan, Vestiran og Irak i mellem 1375 og 1468.Nogle historikere er af den opfattelse, at de er moderne aserbajdsjanereQara Qoyunlu-herskeren Jihanshah er en velkendt repræsentant for aserbajdsjansk litteratur.

## Historie
Den herskende familie kom fra Yıwa-stammen af Oghuz-tyrkerne, især Baharlus, som i det fjortende århundrede ejede jorder nord for Van-søen og i Mosul i Øvre Mesopotamien.  Udover Baharlu var stammerne, der dannede Kara Koyunlu, azerisk-talende tyrkiske besætninger.  De var Saadlu, Karamanlu, Alpaut, Dukharlu, Jagirlu, Hajilu, Agaceri.  [side påkrævet] Ifølge Faruk Sümer var Kara Koyunlu-stammen uden tvivl en understamme (oba).  Oghuz og Minorsky hævder, at denne understamme tilhørte Yiwa, er sandsynligvis korrekt.